# Tyler Biggs
Tyler Biggs, född 30 april 1993 i Binghamton, New York, USA, är en amerikansk-kanadensisk professionell ishockeyspelare. Han draftades av Toronto Maple Leafs i förstarundan som den 22 spelaren totalt i 2011 års NHL-draft. Biggs är son till den före detta ishockeyspelaren Don Biggs, som spelade totalt 12 matcher i NHL.
Tyler Biggs spelade totalt 108 matcher för Leafs farmarlag, Toronto Marlies innan han den 1 juli 2015 trejdades till Pittsburgh Penguins tillsammans med Phil Kessel, Tim Erixon, och ett draftval i andrarundan. I utbyte fick Toronto Maple Leafs Scott Harrington, Nick Spaling, Kasperi Kapanen, och Pittsburghs draftval i första och tredje rundan under 2016 års NHL Entry Draft.
Biggs spelade två säsonger för Kalamazoo Wings i ECHL innan han i egenskap av free agent skrev kontrakt med Nottingham Panthers i den engelska toppligan, EIHL. Efter endast 24 matcher med Panthers valde han dock att återvända till Nordamerika och sitt tidigare klubblag Kalamazoo Wings.

## Statistik

### Klubbkarriär
| 2008–09     | Toronto Jr. Canadiens          | GTHL        | 80  | 40 | 46 | 86 | 24  | — | — | — | — | —  |
| 2008–09     | Toronto Jr. Canadiens          | OJHL        | 3   | 0  | 0  | 0  | 2   | — | — | — | — | —  |
| 2009–10     | USNTDP                         | USHL        | 24  | 6  | 5  | 11 | 54  | — | — | — | — | —  |
| 2010–11     | USNTDP                         | USHL        | 20  | 7  | 4  | 11 | 41  | — | — | — | — | —  |
| 2011–12     | Miami RedHawks                 | CCHA        | 37  | 9  | 8  | 17 | 63  | — | — | — | — | —  |
| 2012–13     | Oshawa Generals                | OHL         | 60  | 26 | 27 | 53 | 55  | 9 | 0 | 1 | 1 | 13 |
| 2012–13     | Toronto Marlies                | AHL         | 4   | 1  | 0  | 1  | 0   | 1 | 0 | 0 | 0 | 0  |
| 2013–14     | Toronto Marlies                | AHL         | 57  | 7  | 2  | 9  | 39  | 3 | 0 | 0 | 0 | 4  |
| 2014–15     | Toronto Marlies                | AHL         | 47  | 2  | 3  | 5  | 56  | — | — | — | — | —  |
| 2014–15     | Orlando Solar Bears            | ECHL        | 8   | 4  | 2  | 6  | 16  | — | — | — | — | —  |
| 2015–16     | Wilkes-Barre/Scranton Penguins | AHL         | 11  | 1  | 1  | 2  | 11  | 1 | 0 | 0 | 0 | 4  |
| 2015–16     | Wheeling Nailers               | ECHL        | 2   | 1  | 0  | 1  | 16  | — | — | — | — | —  |
| 2016–17     | Kalamazoo Wings                | ECHL        | 58  | 13 | 19 | 32 | 42  | 7 | 0 | 5 | 5 | 8  |
| 2017–18     | Kalamazoo Wings                | ECHL        | 55  | 18 | 21 | 39 | 60  | — | — | — | — | —  |
| 2018–19     | Nottingham Panthers            | EIHL        | 24  | 4  | 5  | 9  | 57  | — | — | — | — | —  |
| 2018–19     | Kalamazoo Wings                | ECHL        | 13  | 4  | 5  | 9  | 18  | — | — | — | — | —  |
| AHL totalt  | AHL totalt                     | AHL totalt  | 119 | 11 | 6  | 17 | 106 | 5 | 0 | 0 | 0 | 8  |
| ECHL totalt | ECHL totalt                    | ECHL totalt | 136 | 40 | 47 | 87 | 152 | 7 | 0 | 5 | 5 | 8  |

### Internationellt
| År            | Lag           | Turnering     |               | Matcher | Mål | Assists | Poäng | Utv. |
| ------------- | ------------- | ------------- | ------------- | ------- | --- | ------- | ----- | ---- |
| 2010          | USA           | WHC17         | 6             | 5       | 1   | 6       | 2     |      |
| 2010          | USA           | U18VM         | 7             | 0       | 0   | 0       | 4     |      |
| 2011          | USA           | U18VM         | 6             | 2       | 1   | 3       | 49    |      |
| 2013          | USA           | JVM           | 7             | 0       | 1   | 1       | 8     |      |
| Junior totalt | Junior totalt | Junior totalt | Junior totalt | 26      | 7   | 3       | 10    | 63   |